# Ferriere
Ferriere ist eine italienische Gemeinde (comune) mit 1115 Einwohnern (Stand 31. Dezember 2023) in der Provinz Piacenza in der Emilia-Romagna. Die Gemeinde liegt etwa 48,5 Kilometer südsüdwestlich von Piacenza am Nure, gehört zur Comunità Montana valli del Nure e dell'Arda und grenzt an die Metropolitanstadt Genua (Ligurien) und die Provinz Parma.

## Verkehr
Durch die Gemeinde führt die frühere Strada Statale 654 di Val Nure (heute eine Provinzstraße) von Piacenza nach Rezzoaglio.